# Ulica Denysa Łukijanowycza we Lwowie
Ulica Denysa Łukijanowycza (j.ukr. Вулиця Дениса Лукіяновича) – ulica we Lwowie, w dzielnicy Cytadela, w rejonie halickim. Biegnie od ulicy Pawła Hrabowskego do ulicy Dmytra Witowskiego.

## Przebieg
Rozpoczyna się od ulicy Pawła Grabowskiego, nie posiada przecznic, kończy u zbiegu ulic Dmytra Witowskiego, Bohaterów Majdanu, Andrieja Sacharowa, Iwana Neczuja-Łewyckego i Mikołaja Kopernika.

## Nazwa
Ulica została wytyczona pod koniec XIX wieku, do 1944 roku jej patronem był Wojciech Bogusławski. W czasach władzy radzieckiej patrona zmieniono na Karla Liebknechta, a po uzyskaniu przez Ukrainę niepodległości na Denysa Łukijanowycza, który był ukraińskim pisarzem i literaturoznawcą.

## Zabudowa
- "3" – hotel i hostel „Leotel”;
- "9" – poliklinika Służby Bezpieczeństwa Ukrainy, w budynku z 1897;
- "9/11" – dawne magazyny piwna dystrybutora Ozjasza Wiksela, zbudowane według projektu Michała Ulama w latach 1912-1913.